# Berkane
Berkane (arabă بَركان) este un oraș în Maroc.